# Christian Friedrich
Pour les articles homonymes, voir Friedrich.
Christian Louis Patrick Friedrich (né le 8 juillet 1987 à Evanston, Illinois, États-Unis) est un lanceur gaucher qui a joué pour les Rockies du Colorado et les Padres de San Diego dans la Ligue majeure de baseball.

## Carrière
Athlète évoluant à l'Université Eastern Kentucky, Christian Friedrich est un choix de première ronde des Rockies du Colorado en 2008. Il fait ses débuts dans le baseball majeur avec les Rockies le 9 mai 2012 et remporte, à ce premier match comme lanceur partant, sa première victoire alors que Colorado l'emporte sur San Diego. Après une performance de 7 retraits sur des prises en 6 manches lancées à ce départ initial, il ajoute 10 retraits sur des prises en 7 manches à son second match le 14 mai contre San Francisco, mais ne reçoit pas de décision. Les choses dégénèrent par la suite et il termine 2012 avec une moyenne de points mérités de 6,17 en 16 départs et 84 manches et deux tiers lancées pour les Rockies. 
Le prometteur jeune lanceur ne remplit pas les espoirs portés en lui par les Rockies : après avoir été ennuyé par des maux de dos au cours d'une saison 2013 qu'il passe en convalescence, hormis 4 départs dans les mineures pour les Sky Sox de Colorado Springs.
Les Rockies décident de faire de Friedrich un lanceur de relève en 2014. Après 3 départs et 13 matchs joués comme releveur en 2014, il n'est employé que comme releveur en 2015 : en 68 présences et 58 manches et un tiers lancées, sa moyenne de points mérités se chiffre à 5,25.
Cédé au ballottage par les Rockies, Friedrich est le 5 février 2016 réclamé par les Angels de Los Angeles. Le 19 février suivant, les Angels retournent Friedrich aux Rockies, prétextant un problème médical. Immédiatement libéré par Colorado, il signe le 3 mars 2016 suivant un contrat des ligues mineures avec les Padres de San Diego.